# Gyeong-gi gamyeongdo

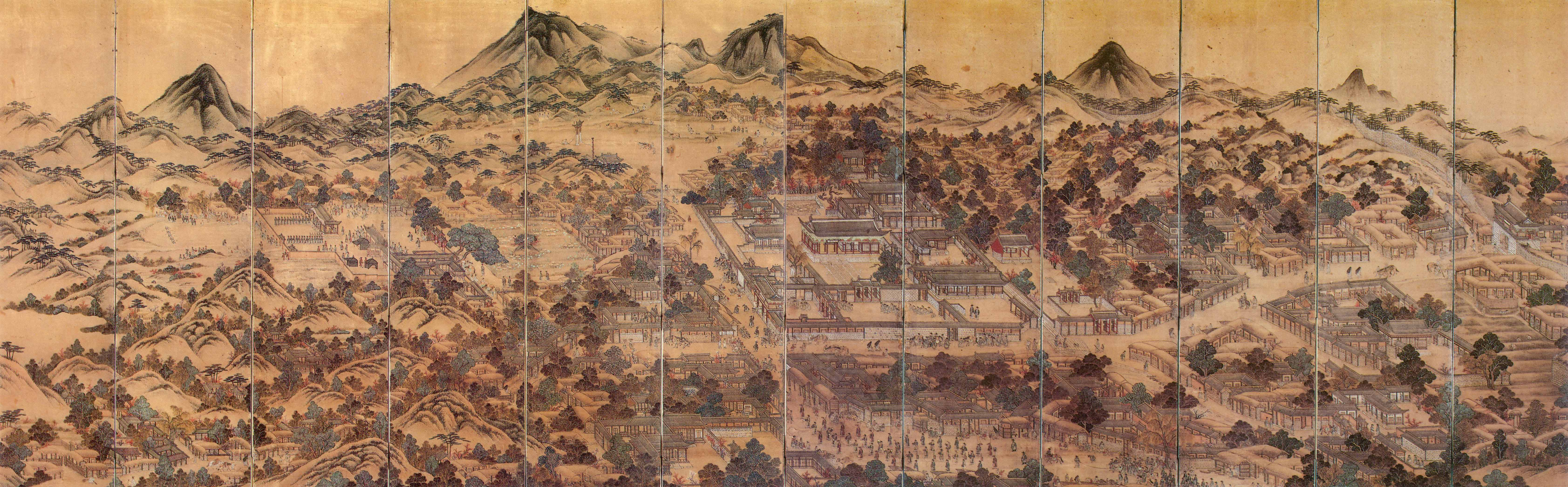
Gyeonggi gamyeongdo.

Gyeong-gi gamyeongdo(en alfabeto hangul:경기감영도, en hanja: 京畿監營圖) es el mapa coreano hecho en el siglo ⅩⅨ durante Joseon. Su cartógrafo no es conocido. El biombo del mapa se incluyó en la lista de los tesoros surcoreanos en 2003.

## Etimología
Gyeonggi significa una región alrededor de la capital, Seúl, mientras que gamyeong tiene sentido de oficios gubernamentales.  

## Descripción
La publicación de los mapas nacionales continuaba hasta el siglo ⅩⅧ bajo los reinados de Yeongjo y Jeongjo(1752-1800). Después del muerto de Jeongjo, la política coreana fue inmensamente controlada por las fuerzas de los parientes maternos. Y empezaba una moda de describir la topografía en los biombos o los cuadernos. El mapa Gyeonggi gamyeongdo es la representación de este ejemplo con su parte de 12 partes en totalidad.

## Composición
La topografía describe unos campamentos en la capital con la puerta oeste de Seúl. Además, pinta los pleyebos alrededor del dibujo.
Con su expresión de perspectiva, aparece el diseño similar a la de los paisajes panorámicamente. Por ejemplo, describe los árboles con la diferente escala. 
Detrás del dibujo, hay una frase citada que describe el reinado pacífico con muchas figuras en camino.

## Biografía
- 한영우, 안휘준, 배우성 《우리 옛지도와 그 아름다움》, 2003.
- La oficina de los bienes culturales

- Datos: Q10855201